# آهوچه جنتینک
آهوچه جنتینک (نام علمی: Cephalophus jentinki) نام یک گونه از زیرخانواده غزالک است.